# Bioastronautyka
Bioastronautyka – jeden z działów astronautyki. Bada wpływ warunków lotu rakietowego i kosmicznego, środowiska przestrzeni kosmicznej (nieważkości, przeciążenia, promieniowania kosmicznego, długotrwała izolacja) na organizmy. Dziedziną bioastronautyki jest medycyna kosmiczna, która bada wpływ powyższych czynników na organizm ludzki.
Osiągnięcia bioastronautyki znajdują zastosowanie w budowie załogowych statków kosmicznych, treningu i kształceniu astronautów oraz opieki nad astronautami po powrocie na Ziemię.